# Pintura suprematista. Vuit rectangles rojos
Pintura suprematista. Vuit rectangles rojos és un quadre pintat per l'artista rus nascut a Kíev Kazimir Malèvitx el 1879. El quadre és un bon exemple de l'estil suprematista, un corrent artístic avantguardista creat pel mateix Malèvitx al voltant de l'any 1913.

## Anàlisi
Els tres nivells del suprematisme van ser descrits per Malèvitx com negre, colors i blanc. Vuit rectangles rojos és un exemple del segon, una fase més dinàmica, en què es començaven a usar els colors primaris. La composició és una mica ambigua, ja que mentre d'una banda els rectangles poden ser interpretats com a objectes que floten a l'espai, com si estiguessin suspesos en una paret, també poden ser llegits com vistos des de dalt. Malèvitx sembla haver-los llegit de la segona manera, ja que va estar fascinat una vegada per la fotografia aèria. Tot i això, posteriorment ell criticaria aquesta fase més dinàmica del seu suprematisme com a 'suprematisme aeri', ja que les seves composicions tendirien a recordar imatges de terra preses des del cel, i en aquest sentit fugirien de la seva pretensió d'un art totalment abstracte i no objectiu. La distribució desigual i la lleugera inclinació de les formes juxtaposades a Vuit rectangles rojos, així com els subtilment diferents tons de vermell, infonen a la composició energia, permetent Malèvitx experimentar amb el concepte d'espai "infinit".

## Moviment
Aquesta obra és d'estil suprematista, un moviment creat el 1913 pel mateix Malèvitx. El pintor havia treballat els anys anteriors amb el cubo-futurisme, un estil que combinava el futurisme italià amb el cubisme. A partir del 1913, Malèvitx comença a experimentar amb el suprematisme, amb el qual aspira a aconseguir l'abstracció pura usant formes geomètriques fonamentals, com el quadrat, el cercle o el rectangle. En paraules de Malèvitx:
L'any 1913, en el meu intent desesperat d'alliberar l'art de la càrrega de l'objecte, em vaig refugiar en el quadrat i vaig exhibir un quadre consistia únicament en un quadrat negre sobre un fons blanc. Malèvitx va titular aquesta obra Pintura suprematista per explicar la supremacia dels sentiments purs a l'hora de crear art. En eliminar la idea dels objectes de l'art i treballar amb només característiques formals, Malèvitx va intentar alliberar la bellesa inherent a l'art i permetre als espectadors una interpretació lliure per crear el seu propi significat.